# 穆罕默德·塔基·贾瓦德
穆罕默德·塔基·贾瓦德（阿拉伯语：محمد التقي الجواد）（811年4月8日—835年11月24日）是伊斯兰教什叶派主流派别十二伊玛目派尊奉的第九任伊玛目，也是十二伊玛目中在世最短的伊玛目。
穆罕默德·塔基于伊斯兰历195年出生在麦地那。他的母亲是一位来自北非努比亚或东罗马帝国的女仆。
他的童年大部分时间在麦地那度过，与父亲分离。这是因为他的父亲阿里·礼萨应阿拔斯王朝哈里发马蒙的召唤离开麦地那，成为马蒙的继承人，但没有带家人同行。

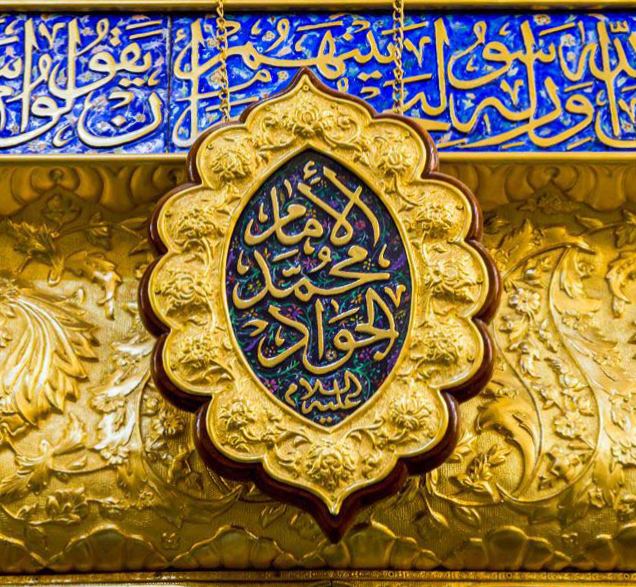
穆罕默德·塔基·贾瓦德

据逊尼派历史学家塔巴里记载，马蒙将女儿乌姆·哈比贝嫁给了阿里·礼萨，并将另一位女儿乌姆·法德尔嫁给了年幼的穆罕默德·塔基。
其他资料显示，穆罕默德·塔基在伊斯兰历215年与乌姆·法德尔结婚，此时阿里·礼萨已去世，而穆罕默德·塔基已经继任为伊玛目。
818 年，里达去世后，他七岁左右的独子穆罕默德继承伊玛目职位一事引发了争议。大多数伊玛目什叶派接受了贾瓦德的伊玛目职位，因为他们认为，伊玛目无论年龄大小，都是通过神的启示获得完美的宗教知识。
当时，一些人转而寻求贾瓦德叔叔艾哈迈德·伊本·穆萨·卡齐姆的领导权，还有一些人加入了瓦吉夫派，但贾瓦德的继承显然没有在什叶派社区造成任何永久的分裂。
十二使徒行传经常将年轻的贾瓦德的伊玛目职位与耶稣和施洗约翰相提并论，在《古兰经》中，这两位先知都在童年时期接受了先知的使命。
830 年，马蒙将贾瓦德召回巴格达，马蒙将女儿乌姆·法德尔嫁给了贾瓦德。然而，这桩婚姻没有子嗣，可能并不幸福。他的继任者阿里·哈迪早在 828 年就已为获释奴隶萨玛纳 (umm walad) 所生。
833 年，马蒙去世，他的兄弟穆塔西姆 (al-Mu'tasim) (在位时间 833-842 年) 继位，穆塔西姆于 835 年将贾瓦德召回巴格达，接待了他和他的妻子，可能是为了调查贾瓦德与什叶派新叛乱之间的任何联系。同年，贾瓦德在 25 岁左右去世。
所有主要的逊尼派消息来源都对他的死因保持沉默，而什叶派当局几乎一致认为，他是被心怀不满的妻子乌姆·法德勒在其叔叔穆塔西姆的教唆下毒死的。穆罕默德·贾瓦德被埋葬在古莱什墓地中他祖父穆萨·卡齐姆（十二伊玛目中的第七位）的旁边，后来卡齐马因神殿就建在这里。卡齐马因从此成为朝圣的重要中心。

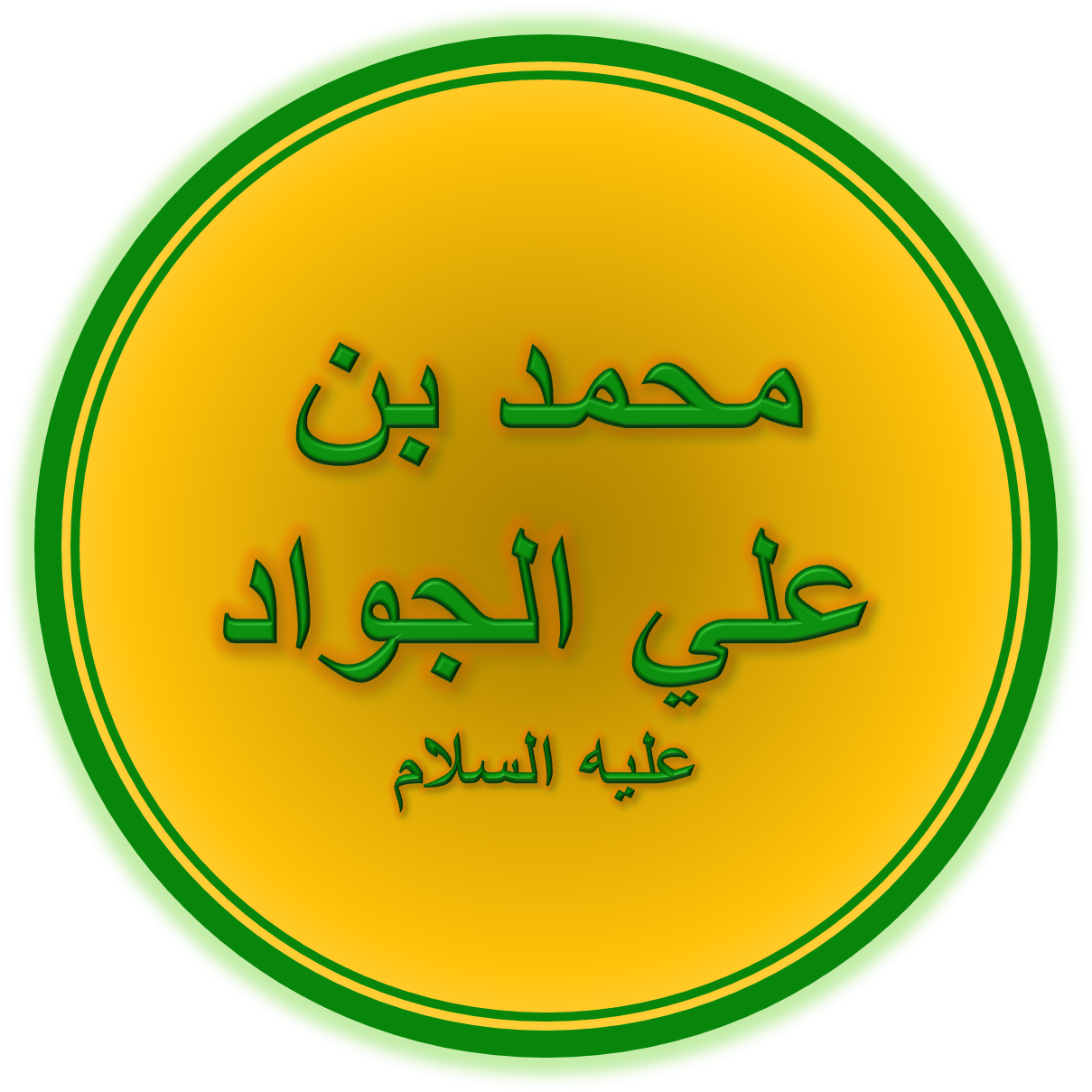

 维基语录上有关穆罕默德·塔基·贾瓦德的语录

## 标题和称号
穆罕默德·本·阿里是十二伊玛目中的第九位，在什叶派文献中有时被称为al-Taqi (阿拉伯语：التقى，意为"虔诚的")，但更常见的称呼是al-Jawad (阿拉伯语：الجواد，意为"慷慨的")，因为他慷慨大方。在什叶派圣训文献中，这位伊玛目被称为Abu Ja'far al-Thani (阿拉伯语：ابو جعفر الثاني，意为"第二个阿布·贾法尔")，而Abu Ja'far这个称号是为他的前任、十二伊玛目中的第五位穆罕默德·巴基尔(卒于732年)保留的。他的昵称是Abu Ali (阿拉伯语：ابو علي]，不过他的同时代人也称他为Ibn al-Rida (阿拉伯语：ابن الرضا，意为"里达之子")，因为他是阿里·里达的独子。

## 生平

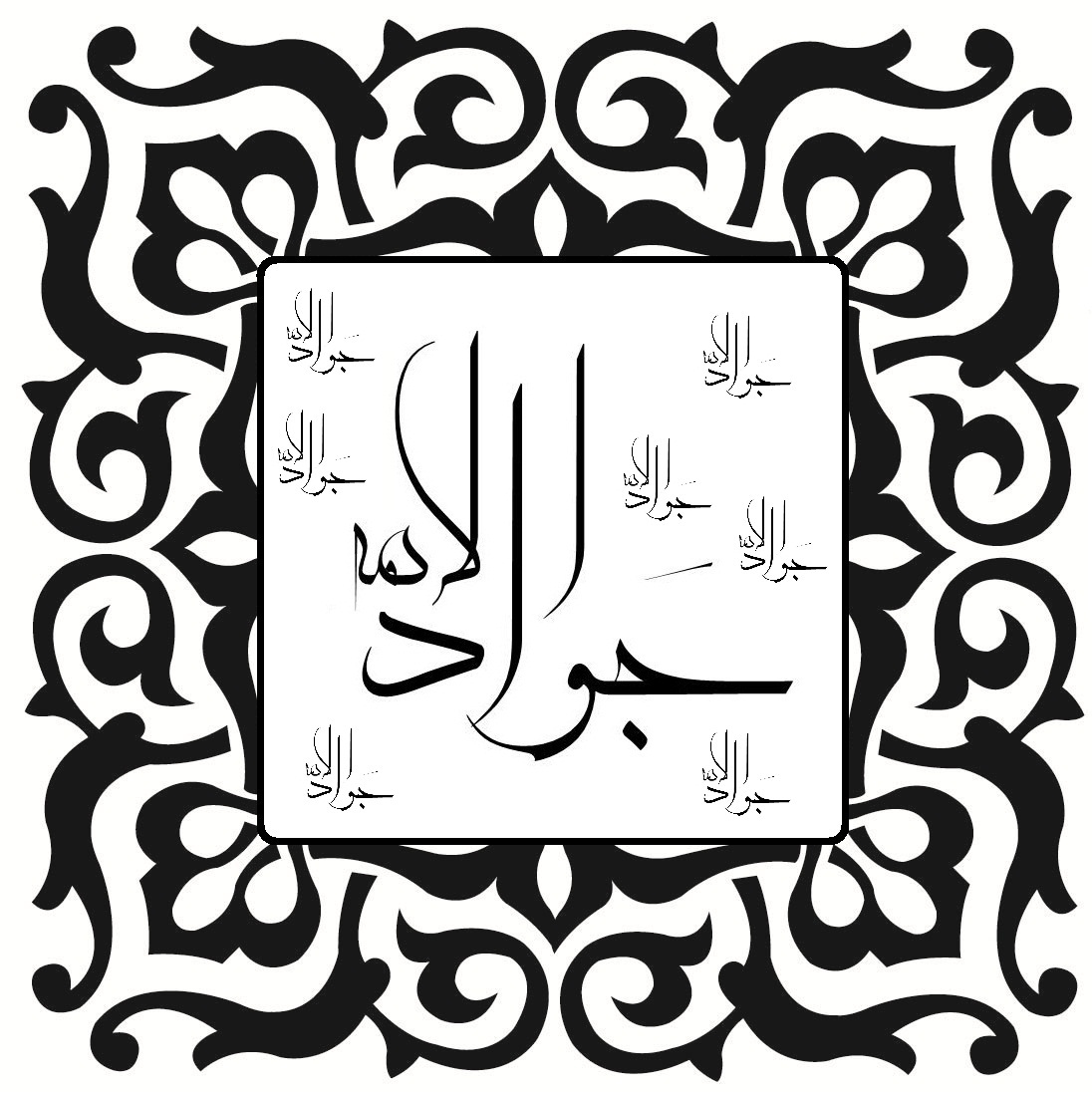

### 出生（约810年）
穆罕默德·塔基·贾瓦德出生于麦地那， 或其祖父穆萨·卡齐姆（卒于|799年）在麦地那附近建立的村庄。 资料显示他出生于伊斯兰历195年（公元810-811年），但具体日期存在争议。 多数十二伊玛目派文献记载赖买丹月（伊斯兰历九月）中旬195年（公元811年6月中旬）为其诞辰，但穆罕默德·本·艾雅斯（卒于|1522/1524年）倾向于认定伊斯兰历195年7月10日（公元811年4月8日）。后一日期与第十二任伊玛目穆罕默德·马赫迪的祝祷词《神圣之地的致意》记载一致。 什叶派年度纪念活动即采用此日期。 其父阿里·里达是第八任伊玛目，为阿里·本·阿比·塔利布（卒于|661年）与法蒂玛（卒于|632年）的后裔，二者分别是伊斯兰先知穆罕默德的堂弟与女儿。多数记载认为贾瓦德之母是来自努比亚的释奴（乌姆·瓦拉德）， 但不同文献记载其名分别为萨比卡、杜拉（或海祖兰）。 她可能属于先知释奴玛丽亚·吉布提亚家族——玛丽亚是先知之子易卜拉欣（幼殇）的生母。

### 马蒙统治时期（在位|813|833年）

#### 婚姻（约817年）
当父亲里达应阿拔斯王朝哈里发马蒙（在位|813|833年）之邀前往大呼罗珊的梅尔夫时，穆罕默德留在麦地那。 哈里发于伊斯兰历202年（817年）指定里达为法定继承人， 并将阿拔斯官方旗帜颜色从黑色改为绿色（可能象征阿拔斯家族与阿里家族的和解）。 为巩固政治联盟， 哈里发还将女儿乌姆·哈比卜 于202年（817年）许配给里达，并承诺将另一女儿乌姆·法德尔 许配给当时尚未成年的穆罕默德（约七岁）。 逊尼派历史学家塔巴里（卒于|923年）、伊本·艾比·塔希尔·泰富尔（卒于|893年）和伊本·阿西尔·贾扎里（卒于|1232–1233年）均认可此记载。 穆罕默德可能未出席订婚仪式， 尽管拜哈吉（卒于|1169年）记载他于202年（817年）曾赴梅尔夫探望父亲。 相反，逊尼派历史学家巴格达迪（卒于|1071年） 与亲什叶派历史学家马苏迪（卒于|956年） 及雅古比（卒于|897–898年） 认为订婚发生在里达去世后（204年/819年），即马蒙返回首都巴格达之时。马苏迪在《遗嘱的证实》中特别记载：马蒙召穆罕默德至巴格达，将其安置在皇宫附近，后决定将女儿乌姆·法德尔（本名宰娜卜） 许配给他。 据巴格达迪所述，穆罕默德订婚时约九岁。

#### 父亲去世（约818年）

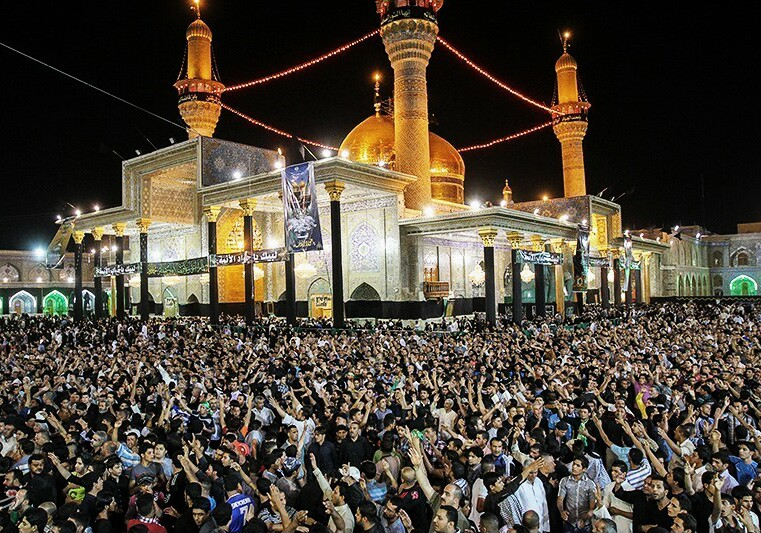

阿里·里达作为先知穆罕默德堂弟及女婿阿里·本·阿比·塔利布的后裔，是阿里家族显要人物。阿里家族被阿拔斯家族（先知叔父阿巴斯后裔）视为哈里发位的竞争者。 阿拔斯哈里发对阿里家族成员的任命引发强烈反对，尤其来自阿拔斯宗室成员和伊拉克正统派支持者。 他们拥立马蒙的叔父易卜拉欣·本·马赫迪为对抗哈里发。 哈里发一行遂于203年（818年）离开呼罗珊前往巴格达， 里达随行。 后者在图斯Tus, Iran 突发疾病去世， 可能系中毒。 里达之死紧随马蒙波斯宰相 法德尔·本·萨赫勒（卒于|818年）遇刺， 后者已成为分裂性人物。 什叶派文献将两人之死与马蒙关联，视为其向阿拉伯派系妥协以顺利返回伊拉克之举。 现代学者也多怀疑哈里发涉入里达之死。 马蒙于204年（819年）返回巴格达后， 废止亲什叶政策， 恢复阿拔斯传统黑色旗帜。 穆罕默德丧父时约七岁。 什叶派多则报告称他在消息传至麦地那前便预知父亡， 部分圣训还记载他奇迹般现身呼罗珊葬礼并为父亲遗体祈祷。

#### 奉召至巴格达（约819年）
马蒙于伊斯兰历204年（819年）抵达巴格达后不久， 即召年幼的穆罕默德入宫居住。 这场与乌姆·法德尔的婚约（或提议）显然遭到部分阿拔斯家族成员反对， 据传是因穆罕默德的深色肤色。 十二伊玛目派神学家谢赫·穆菲德（卒于|1022年）在传记著作《指导书》中记载了抗议细节， 但伊斯兰学者肖娜·F·沃德罗普怀疑该记载实际指向里达被立为继承人之事。 穆菲德认为，反对者实质是担忧穆罕默德会如其父里达般政治崛起， 伊斯兰学者威尔弗雷德·马德隆持相似观点。 反对者为阻挠婚事，安排首席法官叶海亚·本·阿克塔姆在公开辩论中以艰深神学问题质询年幼的穆罕默德，后者均应答无误。 马苏迪记载了此事经过， 而17世纪的圣训集称叶海亚还提出关于早期哈里发阿布·伯克尔与欧麦尔·本·赫塔卜地位的挑衅性问题，包括一则将二者比作大天使吉卜利里和米卡伊勒的所谓圣训——贾瓦德以温和言辞逐一驳斥。 但后段对话是否确属穆罕默德·贾瓦德尚有疑问，因十世纪圣训集《里达圣训明证》记载过马蒙与逊尼派学者的类似辩论。 无论如何，据马苏迪与穆菲德所述，马蒙在此集会结束时正式将女儿许配给穆罕默德。 十二伊玛目派视此事件为穆罕默德·贾瓦德超凡学识的明证。
《指导书》暗示穆罕默德此后返回了麦地那， 但也有记载称他在巴格达停留约八年（主要从事教学），直至马蒙于218年（833年）去世后才携家眷返麦。 历史学家贾西姆·M·侯赛因根据马苏迪的记载， 认为此阶段实为软禁。 关于这段生平的具体情况所知甚少。

#### 应召前往巴格达（830年）

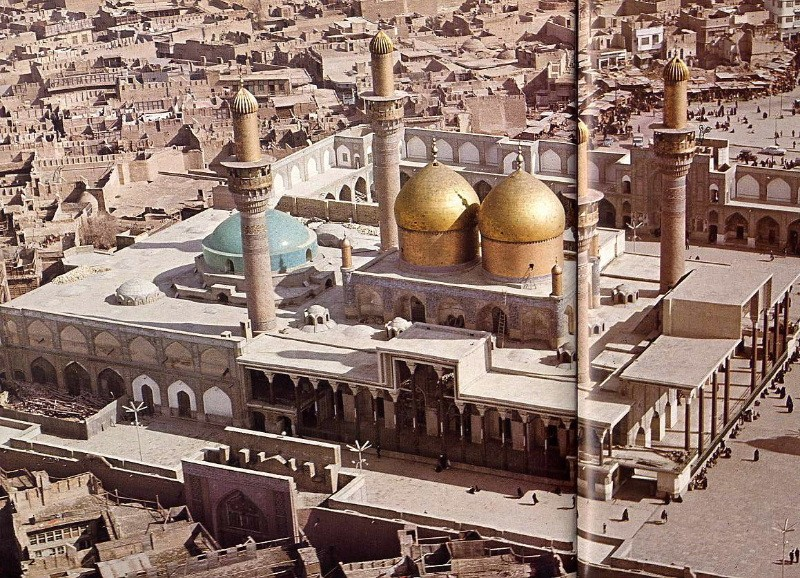

伊历215年（830年），贾瓦德与哈里发之女的婚姻正式完成。当时马蒙将贾瓦德从麦地那召至巴格达。夫妇二人停留至朝觐季（831年1月），完成仪式后返回麦地那。学者推测，马蒙可能希望通过贾瓦德削弱什叶派反对力量，史料记载他对这位年轻人表现出极大亲近。十二伊玛目派学者穆罕默德·侯赛因·塔巴塔巴伊（1981年卒）认为，马蒙联姻的目的或是为了从家庭内外双重监视贾瓦德。侯赛因同样指出，此举旨在分化什叶反对派并监控贾瓦德，以遏制包括库姆新起义在内的反抗活动。但历史学家穆贾恩·莫门反驳此观点，认为库姆起义对马蒙威胁有限。梅多夫认为马蒙对亲阿里势力采取怀柔与压制并行的策略，而沃德罗普则认为联姻是为阻止什叶派革命。侯赛因与伊斯梅尔·巴格斯坦尼指出，联姻既未赢得什叶派支持，也未能平息起义。

### 穆塔西姆统治时期（833–842年）
伊历218年（833年），哈里发马蒙去世，其弟穆塔西姆继位。梅多夫认为，新哈里发延续了对亲阿里势力"怀柔与压制"的双重政策。为推进此政策，穆塔西姆于伊历220年（835年）召贾瓦德至巴格达，并款待其夫妇。据载，贾瓦德此次出行由阿卜杜勒·马利克·扎亚特奉哈里发之命安排。唯马斯乌迪的记载未明确提及穆塔西姆的召见。贾瓦德在抵达十个月后去世，时年约二十五岁。什叶派史料指控穆塔西姆多次试图诋毁贾瓦德并最终毒杀他。这种敌意可能因库姆与塔里坎地区什叶起义而加剧，尽管无证据显示贾瓦德参与其中。
一次针对贾瓦德的阴谋被其支持者——同时也是伊本·阿比·达乌德顾问的艾哈迈德·本·哈马德·马尔瓦齐阻止。哈里发原计划通过展示醉酒状态的贾瓦德使其蒙羞，但艾哈迈德说服大法官此计将适得其反，反而强化伊玛目派对贾瓦德的忠诚，该建议最终通过大法官转达哈里发。《 Bihar al-anwar》与《 Manaqib》所载伊本·奥拉玛的叙述则记载了贾瓦德揭穿诬告其谋反的伪证者之事，但因结尾的神迹描写削弱了史料可信度。另一则来自大法官随从祖尔坎的记载称：哈里发在学者们面前就盗窃者断手问题采纳了贾瓦德的裁决，引发大法官不满。后者警告哈里发此举会提升贾瓦德作为替代统治者的威望，最终促成毒杀计划。

### 个人生活

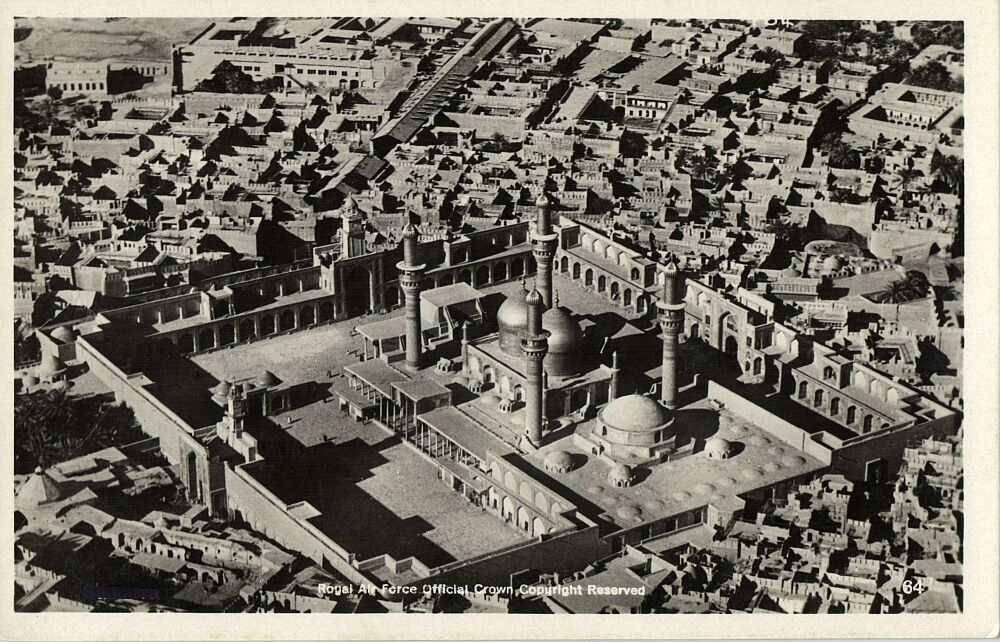

根据德怀特·M·唐纳森（卒于|1976年）的记载，贾瓦德与其先辈一样生活简朴、乐善好施。 巴格斯坦尼补充称，贾瓦德每月初都会施舍救济，并常为民请命向官员陈情。
伊斯兰历215年（830年）与乌姆·法德尔的包办婚姻未育有子嗣。 史料显示这段婚姻并不美满——有记载称乌姆·法德尔曾向马蒙抱怨婚姻状况， 特别是丈夫纳妾之举， 但遭哈里发驳回。 什叶派文献普遍认为乌姆·法德尔应对贾瓦德于220年（835年）遭毒杀负责。
贾瓦德的继任者阿里·哈迪系摩洛哥裔释奴萨玛娜所生， 约在212年（828年）降世。 其余子嗣包括穆萨·穆巴拉克 及二至四名女儿。 虽部分族谱记载有其他儿子，但早期文献均未提及。诸女名字记载不一：穆菲德记载为法蒂玛与阿玛玛；传记《伊玛目证据》则记录为哈蒂嘉、哈基玛与乌姆·库勒苏姆；逊尼派神学家法赫尔·拉齐（卒于|1209年）补充贝赫吉特与芭莉赫，并称均无后裔。所有子女皆为萨玛娜所出。

## 逝世
穆罕默德·贾瓦德于伊斯兰历220年都尔黑哲月6日（公元835年11月30日）在巴格达去世。此前他应穆塔西姆要求于220年穆哈兰姆月（公元835年1月）抵达该城， 期间与妻子受哈里发宫廷接待。 终年约二十五岁，是十二伊玛目中最为年轻者。
多数逊尼派史料（包括塔巴里、巴格达迪与伊本·阿西尔著作）对其死因保持沉默。 中世纪逊尼派学者中，唯伊本·萨巴格承认存在谋杀可能。 什叶派文献则普遍指控阿拔斯王朝谋害多位伊玛目（含贾瓦德）， 并认为逊尼派的沉默源于阿拔斯恐怖统治。伊本·沙赫拉舒布直言其著作《阿布·塔利布家族美德》旨在揭露被逊尼派掩盖的真相。 例外是穆菲德认为谋杀证据不足。 《遗嘱证实》记载里达生前便预言其子贾瓦德将遭杀害。
什叶派学者多主张贾瓦德被不满婚姻的妻子乌姆·法德尔毒杀，幕后主使为其叔父穆塔西姆。 持此说者包括：
亲什叶史家马苏迪
十二伊玛目派学者小塔巴里 所著《伊玛目证据》存疑 
马杰里西（卒于|1699年）、阿巴斯·库米（卒于|1941年）与塔巴塔巴伊
塔巴里西（卒于|1153年）未下结论但提及毒杀说在什叶派中盛行。 逊尼派史料仅载乌姆·法德尔当时身在巴格达， 巴格斯坦尼引述巴格达迪记载称其后来入穆塔西姆后宫。
贾瓦德安葬于祖父穆萨·卡齐姆（第七任伊玛目）墓侧，位于底格里斯河西岸的古莱什墓地，后建为卡齐米耶圣陵。 该地现为重要什叶派朝圣中心。

## 伊玛目地位

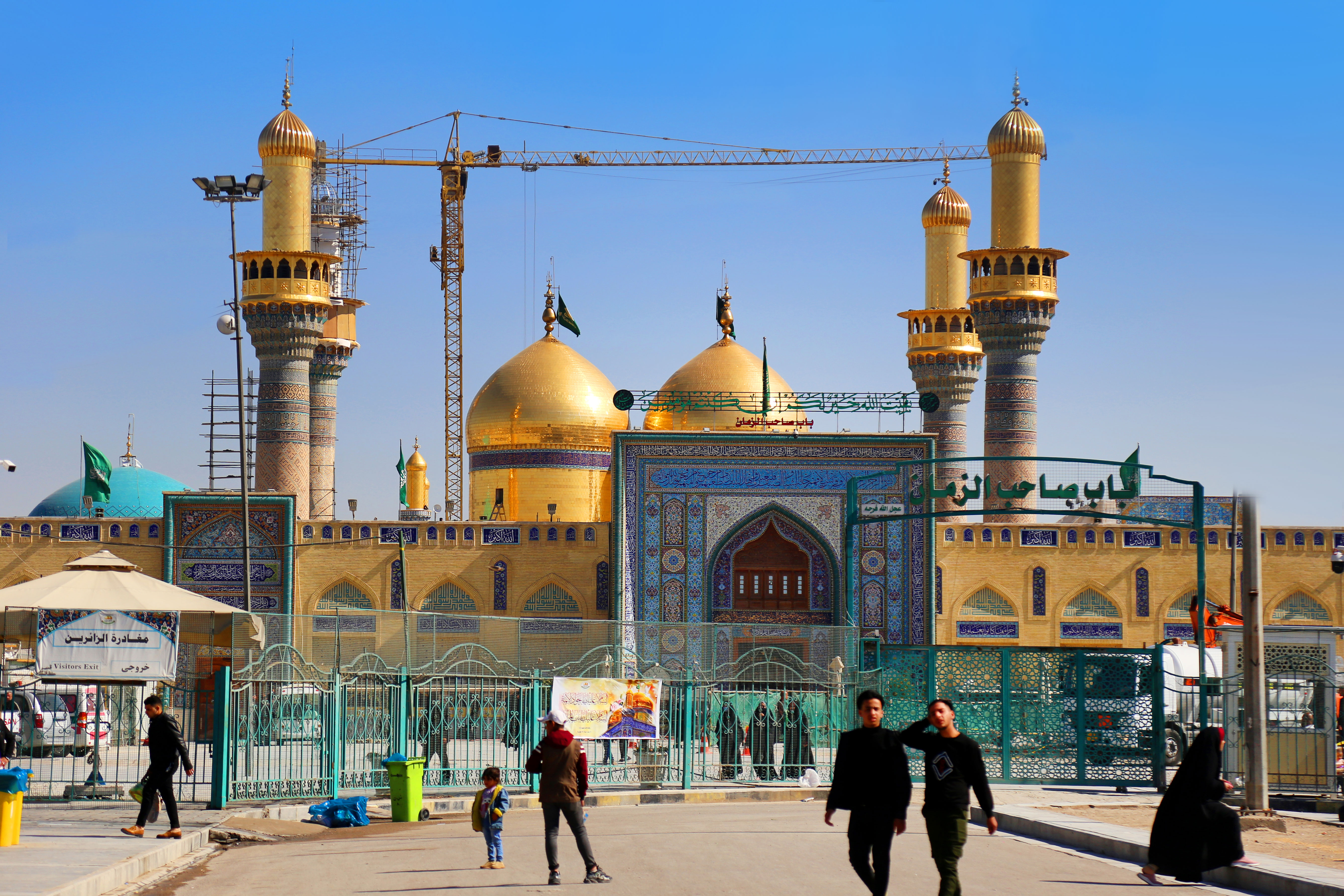

### 继任指定
穆罕默德·贾瓦德在其父里达于伊斯兰历203年（818年）去世时年仅七岁。 虽为里达独子，其年幼继位仍引发争议， 但未导致什叶派永久分裂。 马苏迪记载，当时伊玛目派信徒对年幼贾瓦德的资质感到困惑（hayra）。
据马苏迪和马杰里西所述， 里达的支持者聚集在巴格达阿卜杜·拉赫曼·本·哈贾吉（前三位伊玛目的著名同伴）家中商议。 与会者中，尤努斯·本·阿卜杜·拉赫曼建议暂选临时领袖，但主流观点认为智慧不取决于年龄。 《遗嘱证实》等文献记载，各地什叶领袖在朝觐期间测试贾瓦德后疑虑尽消。
关于继任的证据包括：
里达直接/间接指定（nass）贾瓦德的记载，多由其核心圈层传述
里达称贾瓦德为"什叶派最大恩赐"的表述
里达早年回应质疑时预言将得子继位
沃德罗普分析指出：
作为独子，贾瓦德继位符合预期
圣训文献强烈反对兄弟间横向继承（自第二、三任伊玛目后）
实际竞争者极少（仅提及其叔父艾哈迈德·本·穆萨等）
马蒙的政治联姻强化了其合法性
主要争议源于对"伊玛目作为知识（ilm）与引导源泉"的年龄质疑。 反对派分为：
改奉其叔父艾哈迈德·本·穆萨者
加入瓦基夫派（认定第七任伊玛目为隐遁马赫迪）者
部分机会主义者回归逊尼派或栽德派

#### 先例
关于先例，在贾瓦德之前从未出现过儿童伊玛目——尽管阿里·本·阿比·塔利布约十岁皈依伊斯兰，哈桑和侯赛因约六岁时正式向先知宣誓效忠。 伊玛目派学者指出，古兰经中记载的耶稣在孩童时期便接受了先知使命， 这表明贾瓦德继任时虽年幼，却同样通过神圣启示获得了所有宗教事务的完备知识。 类似论述也见于里达的言论："他的年龄无碍，尔撒三岁便成为安拉的先知。" 相关古兰经19:12节亦载："我曾在童年赐他（施洗约翰）智慧。" 尽管如此，部分什叶派信徒仍质疑年幼伊玛目是否在所有方面等同成年伊玛目， 异端文献及穆菲德《教义辩析》中的记载可为佐证。后者提到有人主张应由"具备宗教与律法知识的虔信者"临时领导，直至贾瓦德成年。 但主流观点认为，成年与未成年伊玛目皆通过超自然源泉获取知识，因而地位平等。 事实上，早期伊玛目传述的圣训早已断言：每位伊玛目继任时将完整继承前任的全部知识。

### 代表网络

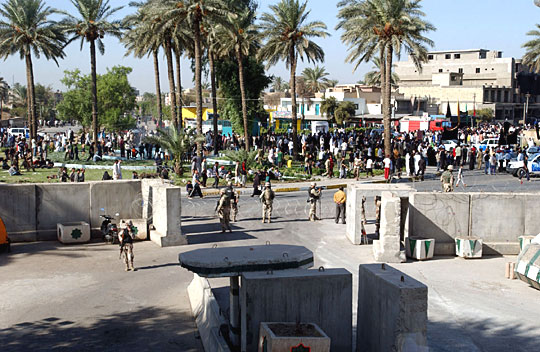

为管理幅员辽阔的什叶派事务（其势力范围已向东延伸至伊拉克和阿拉伯半岛以外），年轻的贾瓦德高度依赖遍布阿巴斯帝国的代表或代理人（وکلا，音译"沃卡拉"）网络。 这一地下 代理网络由其祖父卡齐姆（约799年卒）建立，并由其子里达维持运作。 甚至有证据表明，早在萨迪克（约765年卒）时期就已存在雏形网络。 该网络负责指导伊玛目派什叶派的财务与宗教事务。
里达去世后，贾瓦德的伊玛目地位可能耗费了四年时间才得以巩固。 在这段动荡期，沃卡拉网络虽持续运作，但独立性较以往更强。 沃德罗普指出，这种自主状态贯穿了贾瓦德的整个童年时期。 里达死后，部分代理人在朝觐季考验过继任者后选择效忠， 包括阿卜杜勒·阿齐兹·本·穆赫塔迪、艾尤布·本·努哈 与叶海亚·本·阿比·伊姆兰。 但其他人如萨夫万·本·叶海亚、穆罕默德·本·西南、扎卡里亚·本·亚当与萨阿德·本·萨阿德则未立即归顺。 关于这四人是否扣留天课存在矛盾记载，但据称其中部分人后来重新效忠伊玛目。 由于阿巴斯王朝对贾瓦德的相对隔离， 伊玛目派信徒通常通过代理人与伊玛目联系，仅朝觐期间能直接面见。
据十二伊玛目派圣训学家艾哈迈德·本·阿里·纳贾什（约1058年卒）记载，贾瓦德时期曾派遣什叶派活动家前往埃及等地，且成效显著。十二伊玛目派圣训学家穆罕默德·本·雅库布·库莱尼（约941年卒）的记述提到，阿里·本·阿斯巴特曾代表埃及伊玛目派面见贾瓦德。 贾瓦德的代理人包括：阿瓦士的阿里·本·马赫齐亚尔、哈马丹的易卜拉欣·本·穆罕默德·哈姆达尼、雷伊的叶海亚·本·阿比·伊姆兰、巴士拉的优努斯·本·阿卜杜勒拉赫曼·阿布·阿姆尔·哈扎、巴格达的阿里·本·哈桑·瓦塞提、埃及的阿里·本·阿斯巴特、库法的萨夫万·本·叶海亚、库姆的萨利赫·本·穆罕默德·本·萨赫尔与扎卡里亚·本·亚当·阿什阿里·库米。此外，贾瓦德偶尔会派遣特使至各城收取宗教税， 包括胡姆斯。
部分追随者获准在阿巴斯政府内任职以维护什叶派利益， 如维齐尔机构的穆罕默德·本·伊斯玛仪·本·巴兹伊与艾哈迈德·本·哈姆扎·库米，拉什卡尔加与锡斯坦统治者侯赛因·本·阿卜杜拉·内沙布里，东部阿拉伯（巴林）统治者哈卡姆·本·阿利亚·阿萨迪，以及先后担任巴格达与库法卡迪的努哈·本·达拉吉。 现已证实其中一些人曾秘密向贾瓦德缴纳胡姆斯。
贾瓦德晚年时期，其代理网络的组织与活动进一步扩展。 部分追随者渗入阿巴斯军队，而他通过主要代理人穆罕默德·本·法拉杰 或另一位同伴阿布·海拉尼宣布继任者阿里·哈迪。

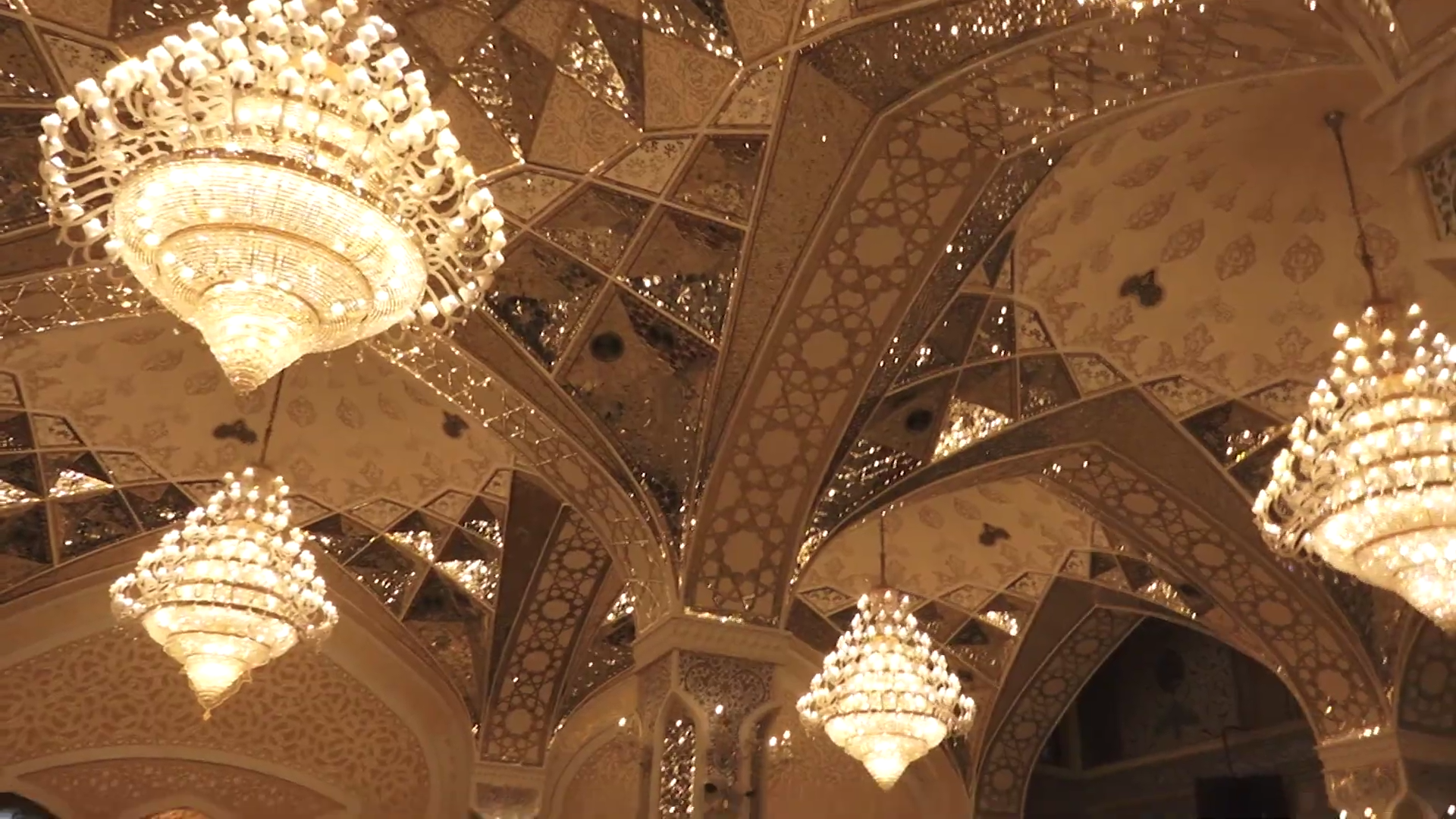

#### 在什叶派起义中的角色
穆罕默德·贾瓦德采取了一种静默态度，（伊斯兰政治无为主义|远离政治），这与他的多位前任相似。 尽管如此，侯赛因将210 AH（825年）发生在库姆的起义与贾瓦德代理人的政治活动联系起来，尽管伊玛目派史料对其地下组织的军事参与保持沉默。
在此次起义前，这个新兴的什叶派中心 的居民曾请求马蒙像减免雷伊城赋税那样降低他们的税负。 哈里发拒绝其诉求后，镇压了随之而起的叛乱，并大幅提高了税额。 十二伊玛目派圣训学家伊本·沙赫拉舒布（约1192年卒）详细记载： 阿巴斯军队摧毁了城墙，屠杀大量民众，并将赋税提高近四倍。 死者中包括起义重要参与者叶海亚·本·伊姆兰， 此人可能是穆罕默德·贾瓦德的代表（wakil）。 但贾瓦德对此次起义的态度仍不明确， 因伊玛目派史料未记载该起义与贾瓦德的关联与否。
可能因怀疑贾瓦德与什叶派叛乱有关，马蒙于215 AH（830年）将其从麦地那召至巴格达，并将女儿乌姆·法兹勒嫁给他。然而这桩婚姻既未为马蒙赢得什叶派支持，也未能阻止库姆的起义。 塔巴里和伊本·阿西尔的记载补充道：被流放埃及的起义领袖贾法尔·本·达乌德·库米后来逃脱，并于216 AH在库姆再次起事， 击败了阿巴斯军队。即使他在217 AH被处决后，什叶派起义仍未停息。
马蒙死后，穆塔西姆于220 AH（835年）将贾瓦德召至巴格达并严密监视，可能旨在查实其在什叶派起义中的角色。

### 圣训传述者与同伴
谢赫·图西（约1067年卒）记载了116位传述贾瓦德圣训的叙述者，但其中仅有少数是其核心圈成员，包括：阿里·本·马赫齐亚尔·阿瓦兹、阿布·哈希姆·达乌德·本·卡西姆·贾法里、阿卜杜·阿齐姆·哈桑尼、艾哈迈德·本·穆罕默德·巴赞提、阿里·本·阿斯巴特·库菲、奥斯曼·本·赛义德·阿萨迪与阿姆鲁·本·菲拉特。
其中，伊本·马赫齐亚尔作为贾瓦德在阿瓦兹的代理人，著有《征兆之书》（Kitab al-Malahim）与《隐遁者之书》（Kitab al-Qa'im）两部关于隐遁学说的著作。 该学说属于伊斯兰末世论，主张先知穆罕默德后裔马赫迪已经降世但隐匿于世人。 伊本·马赫齐亚尔的两个儿子易卜拉欣与穆罕默德，后来成为第十二伊玛目在阿瓦兹地区的代表。
贾瓦德与主张伊玛目神性的"极端派"（Ghulat）保持距离， 包括阿布·哈塔布、阿布·萨姆哈里与伊本·阿比·扎尔卡等人。据载这些人通过伪造圣训并伪托伊玛目之名、自称其代表的行为损害了什叶派声誉。

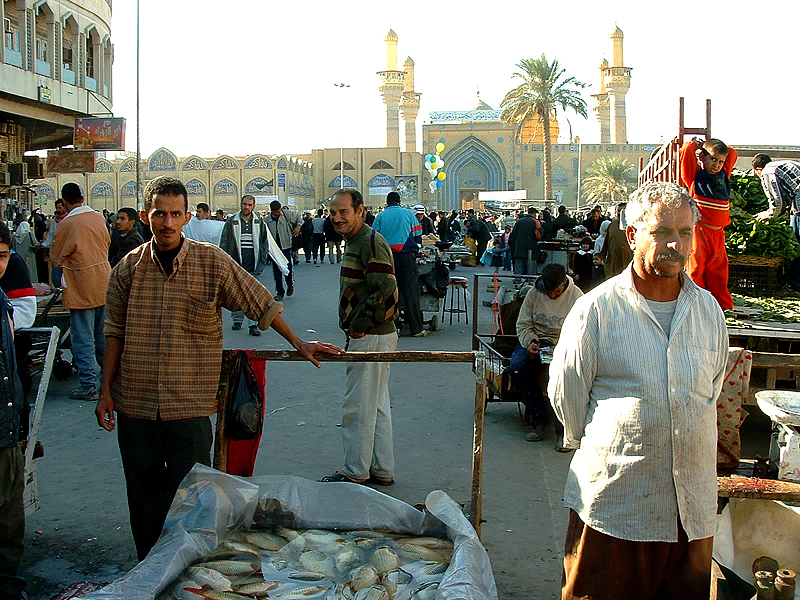

### 圣迹
什叶派文献记载了贾瓦德展现的若干"卡拉玛特"（单数形式：karamah）——伊斯兰教中圣徒所显现的超自然行为或奇迹。 这些圣迹包括：出生时即能言语、（通过伊斯兰神秘主义中的瞬间移动）从麦地那前往呼罗珊参加父亲里达的葬礼、神奇治愈病患、为友人祈祷及诅咒敌人应验、洞悉人心隐秘、预言未来事件（尤其是自身死亡）。什叶派常以此作为其伊玛目地位的证据。
《光的海洋》与《卡菲经》中记载了阿卜杜拉·本·拉津传述的精妙故事：拜访伊玛目时，他企图收集贾瓦德足迹所及的泥土，后自觉此念罪恶。但每次尝试都被察觉——贾瓦德通过微妙改变日常行动路线使其计划落空。此举最终令随从惊讶，也使阿卜杜拉意识到伊玛目洞悉其邪念。直到他彻底放弃企图，贾瓦德才恢复原有作息。

### 继任者
贾瓦德于伊斯兰历220年（公元835年）去世后， 多数追随者承认其子阿里的伊玛目地位。 这位继任者后来以"哈迪"（引导者）和"纳基"（卓越者）的尊称闻名。 与父亲相似，阿里继任时年仅七岁。 《卡菲经》所载贾瓦德遗嘱规定：阿里将继承其地位，并负责照顾弟弟穆萨与姐妹们。
据载贾瓦德通过主要代理人穆罕默德·本·法拉杰 或阿布·海拉尼 宣布了继任安排。这位信使在贾瓦德去世后向同伴集会传达了指定，与会多数人接受了阿里·哈迪的伊玛目地位。

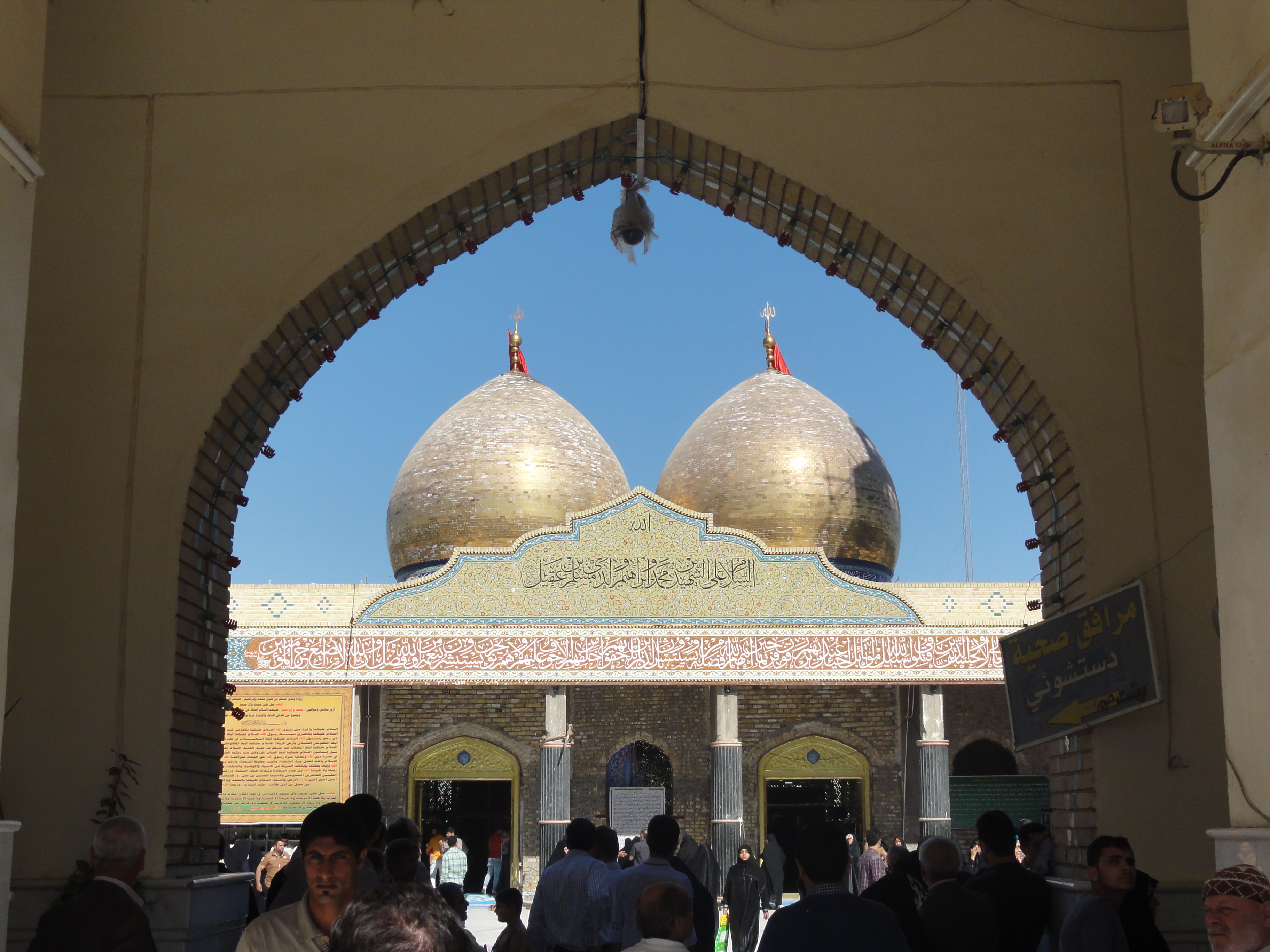

### 历史地位
穆罕默德·贾瓦德在巴格达生活的八年期间致力于教学， 据爱德华·D·A·赫尔姆斯所述，他以捍卫伊斯兰传统而闻名。 什叶派典籍保存了他与追随者关于婚姻、离婚和继承等伊斯兰教法（fiqh）问题的广泛通信。据传阿里·里达曾称赞年幼的儿子能撰写"极为优雅"的书信。
哈米德·马瓦尼指出，大部分关于胡姆斯（伊斯兰天课，五分之一税）的什叶派圣训都追溯至贾瓦德及其继任者哈迪。 马瓦尼将胡姆斯视为伊玛目作为什叶派领袖行使裁量权的范例——此举旨在抵制天课（zakat）被用于维持压迫性政权和哈里发的奢侈生活。
在什叶派中，"卡伊姆"（al-Qa'im）与较少使用的"马赫迪"（al-Mahdi）均指向伊斯兰救世主形象， 这曾引发概念混淆。据记载贾瓦德明确二者实为一体，宣称"穆罕默德家族的卡伊姆"就是最终伊玛目暨马赫迪。 他对《古兰经》81:15-16"我以运行的星宿盟誓"的阐释——与前任巴基尔共同将经文解读为马赫迪再临的征兆，将其喻为黑夜中的流星——进一步强化了这一教义。
《伊玛目贾瓦德圣训集》（Musnad al-imam al-Jawad）收录了归其名下的布道与言论，包括逊尼派学者伊本·哈姆丹（约1295年卒）所著《哈姆杜尼耶备忘录》（al-Tazkirat al-Hamdouniya）。 在众多归功于贾瓦德的宗教伦理格言中， 唐纳森摘录了以下数则：
贾瓦德传述阿里·本·阿比·塔利布之言："先知派我前往也门时曾说：'阿里啊！向主求善者永不失望，求主指引者永无悔恨'"
贾瓦德记载先知对阿里的教诲："以主之名早起，因主已将福祉赐予我的晨起之民"
"为主道获得兄弟者，已为自己赢得天堂宅邸"
贾瓦德传述先知训谕："务必夜行，因夜行所越之地远胜昼行"